# Battaglia di Komarów (1914)
La battaglia di Komarów (conosciuta in Russia come battaglia di Tomaszów) è stato un episodio sul fronte orientale della prima guerra mondiale nel quale l'Imperiale e regio Esercito austro-ungarico sconfisse le truppe russe.

## Contesto
Inizialmente il piano di von Moltke e di Conrad contro le forze russe schierate in Polonia prevedeva un'offensiva verso Nord. Poi l'esercito austro-ungarico si sarebbe congiunto con quello tedesco e assieme avrebbero raggiunto Varsavia attraversando la Slesia.
In seguito, von Moltke rivide il Piano Schlieffen al fine di rafforzare la sua difesa in Alsazia e Lorena. La nuova versione confermava l'offensiva austro-ungarica senza però alcun sostegno da parte tedesca.

## La battaglia
Il 26 agosto l'esercito austro-ungarico attaccò le linee russe. Il fianco destro dello schieramento russo, comandato da Pavel von Plehve, che aveva subìto forti perdite durante la battaglia di Kraśnik, venne travolto. Migliaia di soldati russi vennero fatti prigionieri.
La facile vittoria galvanizzò i generali austro-ungarici, sempre più convinti della bontà del Piano Schlieffen.